# 友近
友近（ともちか、1973年（昭和48年）8月2日 - ）は、日本のお笑いタレント、ものまねタレント、女優、演歌歌手。愛媛県松山市市坪北出身。吉本興業東京本社（東京吉本）エージェント契約。大阪NSC23期生。

## 来歴
松山市立石井小学校、松山市立南中学校、松山東雲高等学校、松山東雲女子大学人文学部卒業。

### 幼少期
幼い頃からお笑いが好きで、姉と一緒に台本の無いアドリブ芝居をしたり、モノマネを披露して楽しんでいた。

### 学生時代
小学生の頃からお笑いタレントになることを考えるようになり、『花王名人劇場』（関西テレビ）を観たことがきっかけで自分もモノマネで名を知られるようになりたいと思った。しかし漫才師になる道が分からず、歌うことが大好きだったこともあって歌のオーディションやカラオケ大会、のど自慢大会にチャレンジするようになったという。
14歳で毎日放送「全国ジュニア歌謡選抜」全国大会において渡辺美里の「Long Night」、麻倉未稀の「Runaway」を歌い優勝。1994年、大学3年生の時に愛媛県代表として出場した「第18回 長崎歌謡祭」を地元・愛媛のテレビ局が中継していたことがきっかけで、同局の番組レポーターのアルバイトをするようになり、大学在学中より『とにかく愛媛5:00』（テレビ愛媛）のレポーター、『特盛鴻上丼』（あいテレビ）のアシスタントなどを務めた。ローカルタレントのらくさぶろうと「ディープ・キス」というコンビで活動していたが、1996年に解散。

### 社会人時代
大学卒業後は愛媛県内の旅館・大和屋で1年ほど仲居をしていたが、再び地元テレビ局に声をかけてもらい、3年ほどレポーターの仕事をしていた。一時は多くのレギュラー番組やCMを抱える「愛媛のスター」となるが、自分がやりたいこととのズレを感じるようになり、26歳の時に吉本総合芸能学院（NSC）に入学することを決めた。

### 芸人
2000年8月に大阪に移りNSCに入学する。同期には勝山梶、モンスターエンジンなどがいる。27才でNSCに入学したため、年下及び同い年の先輩、年下の同期が多い。
この頃、通天閣でエレベーターガールや、喫茶店でウェイトレスのアルバイトをしながら、訪れる観光客の言動を観察、研究していた。
2001年3月、NSC卒業。以後、baseよしもとを中心に活動するが、女子中高生が中心の客層の中、爆発的な人気を得るには至らず、また格上クラスのタレプロ組が当時ほぼ固定されていたこともあり、2003年9月のうめだ花月移籍による卒業まで、レギュラー落ちの可能性のあるガブンチョ組扱いだった。しかし、その秀逸な芸がFUJIWARA、バッファロー吾郎をはじめとする先輩に注目され、深夜番組などに頻繁に起用されるようになる。
第1回新人お笑い尼崎大賞で優秀賞受賞。
2002年、ピン芸人NO.1を決める「R-1ぐらんぷり2002」でファイナル進出。2003年、第33回NHK上方漫才コンテストで優秀賞、NHK新人演芸大賞で大賞をそれぞれ受賞。
2003年、TBS系列で放送されていた深夜バラエティ番組『新すぃ日本語』に準レギュラー出演。東京での活動も徐々に増加するに伴い、全国放送の番組にも出演する機会が増えて知名度を上げていった。
2004年1月、第25回ABCお笑い新人グランプリ優秀新人賞受賞。同年7月、ラジオ番組『ゴーゴーモンキーズ』（毎日放送）の企画として水着・レースクィーン・チアガールなど様々なコスプレ写真撮影会が実施された。
2007年、かねてから交際の噂があったなだぎ武（ザ・プラン9）と2人で「ディラン&キャサリン」（『ビバリーヒルズ高校白書』のパロディ）としてテレビ出演・舞台公演を行っていた。ただしキャサリンという人物は、『ビバリーヒルズ高校白書』シリーズには登場していない。
2008年9月15日、単独ライブで「右近亭友近」の名で創作落語を演じた。
2010年3月7日放送の『爆笑問題の日曜サンデー』（TBSラジオ）に出演した際に、なだぎと破局したことを明かした。
2011年7月23日・24日放送『FNS27時間テレビ めちゃ2デジッてるッ! 笑顔になれなきゃテレビじゃないじゃ〜ん!!』（フジテレビ）に出演した際、テレビ愛媛の現役アナウンサーに紛れこみ、入社8年目の吉川景子アナウンサーというキャラを堂々と演じた。
2011年、地元・愛媛県の「伊予観光大使（いよかん大使）」に就任。
2013年12月28日放送の『最強トーナメント2013 ものまね王座大決定戦 新王者誕生スペシャル!!』（フジテレビ）では、決勝戦で髙橋真梨子のものまねで「はがゆい唇」を披露して、ものまね四天王の栗田貫一やディフェンディングチャンピオンのビューティーこくぶ・ミラクルひかるなどを抑えて優勝を果たした。
2016年、「京あるきin東京2016」の広報大使に就任。
2019年、『R-1ぐらんぷり』にて初の審査員を務めた。翌年の2020年大会も続投。
2023年、11月16日、日本カーペット工業組合から「カーペット大使」に任命される。（日本カーペット工業組合ホームページより）

## 人物・エピソード
- 愛称「ともちー」。
- スリーサイズは、B94・W63.8・H96。バストはDカップと公言している。
- 姉が一人いる(3歳上)。母親は占い師の友近千鶴[8]。
- 当初芸能界入りを反対していた父は2016年に他界。父の面白エンディングノートは、自身のキャラクター「西尾一男」のネタにも取り入れた[9]。
- 地元・愛媛県には後援会がある。因みに「友近」という姓は、愛媛県（特に松山市などの中予）に多い。
- 舞台の出囃子は、沢田研二の「カサブランカ・ダンディ」。
- 座右の銘は「問題即解決」「私は悪口を言ってるのではなく、これは世直しやねん。」
- 2006年12月19日になだぎ武との交際が報じられ[10]、2010年3月ごろに破局[11]したものの、その後も共演するなど関係は良好となっている[12]。
- ローカルタレントのやのひろみは、中学校の1学年下の後輩[13]。
- TBSアナウンサーの安住紳一郎が『THE TIME,』（2022年6月23日放送分）の「出張 安住がいく」コーナーで、友近が演じるピザ屋の店主『西尾一男』のネタ元の焼き肉店の人物に会いに行く機会があり、番組で安住から生電話を貰っている[14]。
- 俳優の鈴木亮平はモデル時代、友近から名前を拝借し「友近亮平」の芸名で活動していた[15]。
- 浜田省吾のファン[16]。
- 下戸である。

## 芸風
- 人の言動をデフォルメした描写に優れ、旅館の女将&仲居さん、学校の先生、街中のお姉ちゃん・おばちゃん・おっちゃんネタ、クラブのママといった水商売の女、極道の妻などになりきる「ひとりコント」を持ちネタとしている。
- 歌唱力には覚えがあり、2004年には『Tokyo』で歌手デビューもしている。
- 現在では吉本所属の女性芸人の中でトップのレギュラー番組数を抱える人気芸人のひとりである。
- オールナイトニッポンのスペシャル『渡辺美里のオールナイトニッポン』（ニッポン放送）でゲスト出演した際に、「毒舌は言う気にならないんですよね」と語っている。ただし、ラジオ番組では芸能人や放送局・吉本興業・スタッフ批判など意見を述べることがよくある。
- コントで演じたキャラクター「ディラン&キャサリン」や「水谷千重子」名義でのCDも発売している。
- 五社英雄監督の映画のファンであり、和風がかった世界観に影響を受けている。
- 朝日新聞夕刊「be」土曜日（首都圏版）に、人間観察コラム『友近独断場』を連載。
- 西尾一男役（ピザ屋のバイト）で、映画「免許がない!」(主演をした舘ひろし)のネタをしたことがあった。西尾一男は「彼は免許がなかった」といっていたが、ちなみに舘は「免許がない！」の制作以前に免許を取得している。

### ひとりコント
- 返しの熟れたホステス
- FM放送のDJ『チャーチャ』
- 女性ソロシンガー『じゅんじゅん』
- ナニワの婦人警官
- 自動車教習所へ通い続ける主婦
- 極道の妻
- 映画の吹き替え
- 万引きGメン『山村紅葉子』
- 結婚式プランナー『児玉ルミ』
- 映画試写会のMC『北嶋ユカ（MC企画）』
- 鹿児島薩摩っ子テレビ『北島ユカ』
- アタック25出場者の女
- タクシードライバー『赤城みどり』
- エステティックサロンの受付嬢
- ソーセージ売りの女『吉山外子』
- 女性専用車両のおっさん『吉村昌男』
- 宅配ピザショップの店員、電話番号案内104オペレーター『西尾一男』（モデルは愛媛にある焼肉屋『くいしん坊』の店主。　大学生の時に松山市にある『ピザロイヤルハット枝松店』でアルバイトしていた。）
- 倖田來未がモデルの『クミ先生』
- 空気の読めない記者
- 女性お笑い審査員
- 新婦の友人
- ホタルの寺の尼さん
- 出しゃばりエキストラ
- 祭好きの女
- 高知よさこいテレビの女子アナ『吉原多香子』
- 女流師範代
- デパートの受付嬢『コダマ』
- 子役の母親
- オーガニックの社長
- 番組アシスタント『山本アイコ』
- ヨガを愛するヨギーニ
- 僕と万年筆『ジャニーパーカー』
- 大女優『秋川寿美子』
- 大河ドラマ風レストラン
- テレフォンアポインター『久保紀代』
- 沖縄の『ハブ真梨子』
- テレビ愛媛ののんべえアナ『吉川景子』 - 『27時間テレビ』に出演した際、本物のテレビ愛媛のアナに混じり披露した。
- エコセレブ『棚橋英子』
- 演歌歌手『水谷千重子』40周年記念リサイタル - 「1972年に『万博ササニシキ』でデビューし大ヒットした」という設定
- 全国旅館組合 会長『舘千鶴』

### ものまね
ひとりコントのほか、ものまね（しゃべりまね、歌まね、擬音）も得意とし、『爆笑そっくりものまね紅白歌合戦スペシャル』（フジテレビ）などで披露している。ひとりコントの中でものまねを織り交ぜることもある。

#### 主なレパートリー
- 中森明菜
中森が家事をしながらテレビをつけていた時、友近のモノマネが流れ「自分が歌っているのかと思った」と言った[要出典]ほど似ている。やたら声が小さい。妹の明穂をよく話題に出す。「車庫入れを語る中森」が十八番。
- 黒柳徹子
『雨上がり決死隊のトーク番組アメトーーク!』（テレビ朝日）の企画「徹子の部屋芸人」(アメトーークDVD6・12・20に収録)で、『徹子の部屋』での“芸人殺し”と評される黒柳徹子の素振りを仮想徹子として再現して見せた。(宮迫博之（元雨上がり決死隊）は「ヅラは石川五右衛門」と発言)また同じく黒柳徹子のモノマネをレパートリーとする清水ミチコとW徹子を演じたこともある。
- 藤原紀香
会話の端々に「紀香です」と自己紹介を挟む癖がある。また風水に固執しており、室内のレイアウトについて、マネージャーもしくは付き人という設定のユリちゃんに注文をつけたり、会話の相手が関西出身であると知ると突然喜び、以降の会話を「ほんまですか〜!」と語尾を上げるような関西弁で行う。
- 倖田來未
主にしゃべりの真似で、しばしば「なー」と言い、また男性のことを「メンズ」と言う。「ウチ」と言う事もあるが、これは倖田の実妹・misonoが用いる一人称である。
- 竹井みどり
映画『難波金融伝・ミナミの帝王』より矢吹麻子の会話。
- 十朱幸代
「はごろもフーズ・シーチキン」「いってらっしゃい」のみ
- 浜木綿子
「アララクリーン」
- 加藤みどり
『大改造!!劇的ビフォーアフター』のナレーション
- ユンソナ
大笑いする時のまね
- 中山美穂
『毎度おさわがせします』（TBSテレビ）での「トオル、オレの部屋でレコードでも聞かないかっ?」というセリフ
- 小柳ルミ子
記者会見時、大澄賢也のことに触れられた時の「その質問、聞こえませ〜ん」という発言
- 矢井田瞳
- KEIKO（globe）
- 渡辺美里
ものまね時、「My Revolution」か「Long Night」のどちらかを歌うことが多い。2005年に生放送されたラジオのニッポン放送の特番、渡辺美里のオールナイトニッポンにゲスト出演した。
- 山口百恵
- 工藤静香
- 南野陽子
- 松田聖子
- 柏原芳恵
- 岩下志麻
- 名取裕子
- かたせ梨乃
- 蓮舫
- 土屋アンナ
- 小林麻央
- 幸田シャーミン
- 上沼恵美子
- 山村紅葉
- 北原ミレイ
- 外国映画の吹き替え（キャサリン）
- 有名外国人祈祷師の吹き替え
- 『平成教育委員会』、並びに『熱血!平成教育学院』（共にフジテレビ）の勉強小僧（「○○君の答え」などのまね）
- 大阪の夫婦（中川礼二（中川家）と[注 1]）
- スナックのママ
- ニワトリ
- ドアが閉まって発車するバス

## 出演

### テレビ番組

#### 現在のレギュラー
- やすとも・友近のキメツケ!※あくまで個人の感想です（関西テレビ、2018年4月24日 - ） - MC[17]
- なるほどプレゼンター!花咲かタイムズ（CBCテレビ、2008年4月5日 - ） - MC
- 友近・礼二の妄想トレイン （BS日テレ、2020年6月8日 - ） - MC[18]
- ほな行こCar!〜寄りみちドライブ〜（朝日放送テレビ、2020年10月4日 - ）
- 有吉の壁（日本テレビ） - 準レギュラー[19]
- 千鳥のクセがスゴいネタGP（フジテレビ） - 準レギュラー[19]
- 友近塾（あいテレビ） - MC
- いいいじゅー!!（NHK BS[注 2]、2022年4月 - ） - ナレーション[19][20]
- 友近×ありんくりんのい〜あんべぇ（沖縄テレビ、2024年10月5日 - ） - ありんくりん、じゅん選手（めーばーカリー）との共演[21]

#### 過去のレギュラー
- 爆笑オンエアバトル（NHK総合） - 戦績0勝4敗 最高369KB
- エンタの神様（日本テレビ） - キャッチフレーズ「変幻自在のキャラ姉さん」[19]
- Goro's Bar（TBSテレビ、2004年10月 - 2009年3月）[19]
  - Goro's Bar Presents マイ・フェア・レディ（TBS、2009年4月8日 - 2010年3月17日）[19]
- サカスさん（TBSテレビ、2009年4月 - 9月）[19]
- 爆笑!ふれあいコメディ こちらかきくけ公園前（朝日放送テレビ、2009年4月 - 2010年3月）
- G.I.ゴロー（TBSテレビ、2010年4月 - 9月）[19]
- 枠アリ!（毎日放送、2010年6月 - 2011年3月）
- 資格☆はばたく（NHK Eテレ、2011年11月） - 生徒 役
- ウタワラ（日本テレビ、2006年4月16日 - 2007年1月28日）
- 爆笑問題のバク天!（TBSテレビ）
  - 「恐怖のバク天芸人」「パラパラ日本昔ばなし」
  - 「完全メイド宣言」の一日メンバー（2006年1月21日）
- 新すぃ日本語（TBSテレビ、2003年10月 - 2004年3月）
- ドリーム・プレス社（TBSテレビ）[19]
- ケンドーコバヤシ妄想劇場（朝日放送テレビ）
- 新すぃ○○!（TBSテレビ、2004年4月 - 2004年9月）
- セクシー女塾（テレビ東京） - セクシーマチコ先生 役（声の出演、最終回のみシルエット姿）
- それゆけ!ゴロッキーズ（テレビ東京） - 明美ママ 役（声の出演）
- おはスタ（テレビ東京）
- スタぴか!（読売テレビ、2005年4月3日 - 2008年3月30日） - 山口智充とともにMC
- くちコミ☆ジョニー!（日本テレビ）
- 晴れ・どきドキ晴れ（CBCテレビ） - 隔週
- 爆笑レッドカーペット（フジテレビ） - ※キャッチコピーは「浪花お笑いしぐれ」
  - コラボカーペットでなだぎ武（ディラン&キャサリンとして）、アジアン、なだぎ武&バッファロー吾郎A（バッファロー吾郎、ピーター×ディラン&キャサリン名義）、ハリセンボンと共演。
- 備えあれば映りよし 〜完全デジタル化まであと3年〜（NHK総合、2008年7月24日） - アナログママ
- ぷりてぃうーまん（テレビ朝日）
- タモリのボキャブラ天国 大復活祭スペシャル（フジテレビ、2008年） - ※キャッチコピーは「しあわせ一人芝居」
- 情報プレゼンター とくダネ!（フジテレビ） - コメンテーター
- ラブちぇん（メ〜テレ）
- 祝女 シリーズ（NHK総合）
  - 祝女〜SHUKUJO〜（2008年11月28日） - 主演
  - 祝女〜shukujo〜（2010年1月 - 3月）
  - 祝女〜shukujo〜 サマースペシャル（2010年8月21日）
  - 祝女〜shukujo〜シーズン2（2010年9月30日 - 2011年3月3日）
  - 祝女〜shukujo〜シーズン3（2011年10月15日 - 2012年2月25日）
- 初笑い東西寄席（NHK総合、2009年1月3日・2010年1月3日） - 大阪からの司会
- 爆笑問題の検索ちゃん（テレビ朝日、 - 2009年9月） - 準レギュラー
- THAT'S ENKA TAINMENT〜ちょっと唄っていいかしら?〜（朝日放送テレビ、2009年10月 - 2018年9月） - 司会
- 極める! 「友近の温泉学」（NHK Eテレ、2010年3月29日 - 4回） - 講師
- 極嬢ヂカラ（テレビ東京） - 不定期ゲスト
- はなまるマーケット（TBSテレビ、2010年3月29日 - 2013年3月25日）[19]
- スター☆ドラフト会議（日本テレビ、2011年4月12日 - 2013年3月5日） - イジリ隊→スター☆アドバイザー
- 天真爛漫☆セキララ子〜恋敗女子のための幸せ応援バラエティ〜（朝日放送テレビ、2013年1月 - 3月） - メインMC
- やじうまテレビ!（テレビ朝日）「こだわり旬感ランキング」 - ナレーション
- バイキング（フジテレビ、2014年4月1日 - 2015年3月24日）
- チルテレ（BS日テレ・YouTube、2018年4月4日 - 2020年12月26日） - コーナー「友近ゆりやんの時間」
- ジョブレボ!-Job life Revolution-（BSジャパン→BSテレビ東京、2017年4月14日 - 2019年3月31日） - MC
- 爆報! THE フライデー（TBSテレビ、2011年10月21日 - 2021年3月5日）[19]
- ゴゴスマ -GO GO!Smile!-（CBCテレビ、2015年3月31日 - 2021年3月16日） - 隔週レギュラー[19]
- 有吉反省会（日本テレビ） - 反省見届け人（準レギュラー）[19]
- ヒルナンデス!（日本テレビ、2016年4月7日 - 2022年3月31日） - 木曜レギュラー（2021年9月までは木曜隔週レギュラー）[19]
- 趣味どきっ!「使えてますか？スマホ」（NHK教育、2022年8月 - 9月） - レギュラー生徒

#### 単発番組
- 超入門!落語 THE MOVIE（NHK総合）
  - 紙入れ（2016年3月28日） - おかみさん 役
  - 松山鏡（2017年11月9日） - 女房 役
- FNS27時間テレビ 女子力全開2013 乙女の笑顔が明日をつくる!!（フジテレビ、2013年8月3日・4日） - メインパーソナリティー（総合司会）

### テレビドラマ
- 火曜サスペンス劇場 京都金沢かぐや姫殺人事件（日本テレビ、2004年10月19日） - 星野さやか 役
- がんばっていきまっしょい（関西テレビ、2005年7月 - 9月） - 根本緑 役
- 連続テレビ小説（NHK総合）
  - 芋たこなんきん（2006年10月 - 2007年3月） - 神田みすず 役
  - あさが来た（2015年9月 - 2016年4月） - うめ 役
    - あさが来たスピンオフ「割れ鍋にとじ蓋」（NHK BSプレミアム、2016年4月23日）

  - ブギウギ（2024年1月 - ） - 東看護師 役[22]
- おみやさん（テレビ朝日、2006年10月19日 - 12月14日・2008年10月30日）第5シリーズレギュラー、第6シリーズ第2話 - 堀真澄 役
- 火曜ドラマゴールド 監察医・室生亜季子（日本テレビ、2007年3月27日） - 平山一子 役
- ロス:タイム:ライフ 第3節「スキヤキ編」（フジテレビ、2008年2月16日） - 井原淑子 役
- ゴーストフレンズ（NHK総合、2009年4月2日 - 6月11日） - 神谷聖子 役
- 華麗なるスパイ（日本テレビ、2009年7月 - 9月） - エリス 役
- 生まれる。 第9話（TBS、2011年6月17日） - 芦沢千穂 役
- リーガル・ハイ 第2話（フジテレビ、2012年4月24日） - 柊しずか 役
- 水曜ミステリー9 トラベルライター青木亜木子シリーズ（テレビ東京、2013年2月20日 - ） - 主演・青木亜木子 役
- ダブルトーン 〜2人のユミ〜（NHK BSプレミアム、2013年6月 - 8月） - 有沼郁子 役
- 時計屋の娘（TBSテレビ、2013年11月18日） - トラック運転手 役
- 金曜プレステージ「所轄刑事9」（フジテレビ、2014年8月29日） - 中園蝶子 役
- ほっとけない魔女たち（東海テレビ、2014年9月 - 10月） - ナレーション
- 瀬戸内少年野球団（テレビ朝日、2016年9月17日） - 穴吹トメ 役
- 月曜名作劇場（TBSテレビ）
  - 天下御免トラック野郎 銀ちゃんの事件街道!（2016年9月26日） - 島村美咲 役
  - 十津川警部シリーズ (内藤剛志)（2018年 - 2019年） - 北村警部補 役
- Chef〜三ツ星の給食〜（フジテレビ、2016年10月13日 - 12月15日） - 矢口早紀 役
- 中学聖日記（TBS、2018年10月9日 - 12月18日） - 丹羽千鶴 役
- 盗まれた顔 〜ミアタリ捜査班〜（WOWOW、2019年1月5日 - 2月2日） - 角田里子 役
- SUITS/スーツ2 第1話（フジテレビ、2020年4月13日） - 桜小路都 役[23]
- 書類を男にしただけで（TBSテレビ、2020年10月11日） - 渡辺リカ 役[24]
- プロミス・シンデレラ（TBSテレビ、2021年7月13日 - 9月14日） - 藤田明美 役
- 晩酌の流儀3 第1話・第4話・第7話・最終話（テレビ東京、2024年6月29日・7月20日・8月17日・9月21日） - 魚子 役[25]
- 架空名作劇場（テレビ東京、2025年8月12日・19日） - 大森真由美 役[26]

### 映画
- 「難波金融伝・ミナミの帝王」Vol.51 「恐喝（おどし）のサイト」（2004年）
- 日常（2006年）
- 酒井家のしあわせ（2006年）
- 日常〜恋の声〜（2007年）
- オカンの嫁入り（2010年）
- サビ男サビ女「くれえむないと!」（2011年） - 主演・楠原繭子
- 地獄でなぜ悪い（2013年）
- 花宵道中（2014年）
- 嘘八百（2018年）
- 嘘八百 京町ロワイヤル（2020年）
- ホテルローヤル（2020年11月13日、ファントム・フィルム） - 能代ミコの母 役
- アンダードッグ（2020年11月27日、東映ビデオ）[27]
- MIRRORLIAR FILMS Season1 「暴れる、女」（2021年9月17日、イオンエンターテイメント） - 主演
- 老後の資金がありません!（2021年10月30日、東映） - 本間 役
- 有吉の壁 カベデミー賞 THE MOVIE「秋定麗子物語～A pionner of all things～」（2022年6月11日、ライブビューイングジャパン）[28]　辛島サトリ演ずる秋定麗子 役

### ラジオ
- mix west（毎日放送、2003年10月 - 2004年3月）
- 友近の恋したっていいじゃない!（毎日放送、2003年4月 - 2004年4月）
- ゴーゴーモンキーズ（毎日放送、2004年4月 - 2005年9月）
- デーモン小暮 ニッポン全国 ラジベガス（ニッポン放送、2005年4月 - 9月）
- ゴチャ・まぜっ!木曜日（毎日放送、2005年10月6日 - 2008年4月10日）
- ゴチャ・まぜっ!水曜日（毎日放送、2008年4月9日 - 2009年4月1日）
- 東貴博 ニッポン全国 ラジベガス（ニッポン放送、2005年10月 - 2006年3月）
- 笑う門には服着たる → 爆笑!ツキムランド（ラジオ大阪、2002年10月 - 2006年3月）
- やきぐりバンバン（毎日放送、2009年4月 - 2009年10月）
- 爆笑問題の日曜サンデー（TBSラジオ、2008年4月6日 - 2010年4月4日）
- 友近のこんなの初めて（TBSラジオ、2010年5月17日 - 7月26日）
- 友近のサタデーミュージックボックス（朝日放送ラジオ、2012年10月 - 2018年9月、毎週日曜日2:30 - 3:00）
  - 「水谷千重子」名義で出演する『ドンマイ千重子のよっこいしょラジオ』を内包。

- シン・ラジオ -ヒューマニスタは、かく語りき- (bayfm、2022年4月1日 - 、毎週金曜16:00 - 18:45)

### ウェブテレビ
- 国産洋画劇場（大阪チャンネル、2018年8月31日配信）  - 主演（秋山竜次とのW主演）[29][30]
  - 六城－ROKUKI－ - 遠藤 役
  - 船と氷山 - 薔薇子 役
  - 激突き!
- HITOSHI MATSUMOTO presents ドキュメンタル（Amazonプライム・ビデオ、2018年） - シーズン6出演
- 友近サスペンス劇場 外湯巡りミステリー「道後ストリップ嬢連続殺人」（2024年9月13日 - 、YouTube「フィルムエストTV」[注 3]） - 主演・黛京子 役
- スキドラ『崖』（2025年6月30日 - 、YouTube 他） - 主演・黛京子 役[31]

### Web
- ハタチ〜オトナビトプロジェクト〜（2021年1月8日[32]）

### 舞台
- アニー - ミス・ハニガン 役（2011年）
- 9時から5時まで - ドラリー・ローズ 役（2012年）
- 祝女〜shukujo〜（2014年）
- アダムス・ファミリー（2014年） - アリス 役
- 恋を読む『逃げるは恥だが役に立つ』（ヒューリックホール東京・名古屋市芸術創造センター、2019年） - 土屋百合 役
- 恋を読む inクリエ『逃げるは恥だが役に立つ』（シアタークリエ、2021年) - 土屋百合 役[33]
- 朗読劇 BOOK ACT『BOOK ACT FINAL』「数原龍友のアドリブックアクト」（2024年2月）[34]
- ミュージカル『プロデューサーズ』（東急シアターオーブ、2024年11月 - 12月） - ホールドミー・タッチミー 役（島田歌穂とWキャスト）[35]
- Thank you very マッチ de SHOW『ギンギラ学園物語』（明治座、2024年12月）[36]
- Thank you very マッチ de SHOW『ギンギラ学園物語 新春！再びマッチでーす！』（明治座、2025年12月 - 2026年1月〈予定〉）[37]

### アニメ
- ママモコモてれび（日本テレビ） - ママ 役

### 吹き替え

#### 映画（吹き替え）
- ゴーストバスターズ（2016年） - エリン・ギルバート 役〈クリステン・ウィグ〉[38]
- ビートルジュース ビートルジュース（2024年） - 死後の世界の受付係 役[39]

#### アニメ（吹き替え）
- 森のリトル・ギャング（2006年） - ステラ 役
- シュガー・ラッシュ（2012年） - タフィタ・マトンファッジ 役
- シュガー・ラッシュ:オンライン（2018年） - タフィタ・マトンファッジ 役[40]

### CM
- アース製薬 「バスロマン」
- ピップ「マグネループ」（2004年 - 2012年）
- 大幸薬品「ラッパ整腸薬BF」（2005年）
- 愛媛県選挙管理委員会「愛媛県知事選挙投票広報」（2007年）
- コナカ（2007年）
- セイコーエプソン「カラリオ」（2007年 - 2008年）
- キンレイ「鍋焼うどん」（2007年）
- なんばウォーク「新春バーゲン」（2007年 - 2008年） - 犬のぬいぐるみの声
- トヨタ自動車（2008年）
- カゴメ「野菜生活100」（2008年）
- 総務省「住宅・土地統計調査」（2008年）
- ユーキャン 「通信講座」（2009年）- 専業主婦・須貝芳子役
- おやつカンパニー 「ブタメン」（2009年）
- ライオン「CHARMY クリスタジェル」（2009年 - 2011年）
- DHC 「プロテインダイエット」（2009年 - 2015年）
- 日産自動車「低燃費少女ハイジ」（2009年 - 2010年）- ハイジ役などの声
- ニッスイ「おさかなのソーセージ」（2010年 - 2011年）
- KDDI「Au」（2010年）
- 日本コカ・コーラ 「ジョージア エメラルドマウンテンブレンドカフェオレ」（2011年 - 2012年） - 椿鬼奴、山田菜々らと共演。
- ファミリーマート「いっしょに、笑顔。プロジェクト」（2011年 - 2012年）- 木村祐一、ピースら吉本興業の芸人と共演。
- 伊予銀行（2012年 - 2021年）- 水谷千重子として
- グリー（2012年 - 2013年）
- なか卯（2014年 - 2015年）
- 日本スポーツ振興センター「BIG」（2015年）
- シャープ「プラズマクラスター冷蔵庫」（2015年）- 水谷千重子として
- デファクトスタンダード「ブランディア」（2016年 - 2017年）- 菜々緒と共演[41]。
- 常盤薬品工業「なめらか本舗 リンクルライン」（2016年 - 2017年） - 水谷千重子として[42]
- ラクスル（2017年 - 2018年）
- 中部電力「ナルホド! 中電」（2017年 - 2019年）- 真矢ミキと共演。
- 日本民間放送連盟「ローカル局採用」（2018年）
- UQコミュニケーションズ「UQ mobile」（2018年）- 深田恭子、永野芽郁、多部未華子と共演。
- キリンビバレッジ
  - 生茶（2018年）
  - キリンレモン（2018年）- 椿鬼奴、山崎静代と共演。
- NTTぷらら「大阪チャンネル」（2018年）
- クラシエ「コッポアポEX錠」（2018年 - 2021年）
- リクルート
  - タウンワーク（2019年）- 松本人志と共演。
  - ホットペッパービューティー（2023年）- 中条あやみと共演。
- アフラック生命保険「医療保険EVERプラス」（2019年）- 櫻井翔、渡辺直美、石原良純、徳光和夫と共演。
- 医食同源ドットコム「ノンペーパータオル」（2020年 - 2021年）- 西尾一男・水谷千重子として
- 日清食品チルド「行列のできる店のラーメン 復刻版 和風しょうゆ」（2021年）- 西尾一男として
- 五色そうめん（2022年 - 2023年）
- 生活協同組合コープえひめ（2024年 - ）- 西尾一男として
- 大鵬薬品工業「ソルマック5」（2024年 - ）
- 日本製鉄（2024年 - ） - 川口春奈、阿部久令亜と共演[43]。
- 三井住友銀行「カードローン」（2024年、東海地区）- 西尾一男、水谷千重子として。西尾一男と氏田朋子が出演するCMバージョンもある。

## 賞レース戦績

### R-1ぐらんぷり[注 4]
決勝進出回数6回は第23回大会（2025年）にマツモトクラブとルシファー吉岡に抜かれるまで大会最多記録であった。なお、連続決勝進出回数（5年連続）については現在も大会最多記録を保持している。第17回〜第19回（2019年〜2021年）及び第23回大会においては決勝戦の審査員を務めた。
| 年度             | 結果                  | 会場                     | 日時    |
| ---------------- | --------------------- | ------------------------ | ------- |
| 2002年（第1回）  | 決勝進出              | なんばグランド花月       | 10月6日 |
| 2003年（第2回）  | 決勝進出              | なんばグランド花月       | 3月6日  |
| 2005年（第3回）  | 決勝4位               | 東京メディアシティ       | 2月19日 |
| 2006年（第4回）  | 決勝6位               | レモンスタジオ           | 2月18日 |
| 2007年（第5回）  | 決勝5位               | なんでもアリーナスタジオ | 2月18日 |
| 2008年（第6回）  | 準決勝進出            | ルミネtheよしもと        | 2月9日  |
| 2009年（第7回）  | サバイバルステージ9位 | フジテレビスタジオ       | 2月15日 |
| 2010年（第8回）  | サバイバルステージ2位 | フジテレビスタジオ       | 2月21日 |
| 2012年（第10回） | 決勝Aブロック2位      | フジテレビスタジオ       | 3月20日 |

## CD・DVD・書籍

### CD

#### 友近
- Tokyo（2004年11月17日）
  - 『うたばん』（TBSテレビ）の番組内の企画「スター誕生」でR and C Ltdから発売。井上陽水の『東京』をアレンジしたカバー曲。
- 「フンダリー ケッタリー」ディラン&キャサリン（なだぎ武、友近）として。
  - （2007年11月21日、作詞：田中秀典、作曲：磯崎健史、編曲：百田留衣）
  - テレビ東京系アニメ『ケロロ軍曹』7代目オープニングテーマ（第184話 - 第205話）
- 「倖せの求め方」（2010年10月27日・堀内孝雄とのデュエット曲）

#### 水谷千重子
- 「人生かぞえ歌」（2012年5月16日、作詞・作曲：二葉未来。演歌ひとすじ40周年記念シングル）
- 「天使のかわりはいませんか」（2012年5月16日、作詞・作曲：二葉慶太郎）
- 「お祭り女」（2012年5月16日、作詞・作曲：二葉菖仁）
- 「恋する大阪」（2013年10月16日・川中美幸とのデュエット曲）
- 「曇のち...」（2015年4月22日、作詞・作曲：二葉慶太郎。芸能生活50周年記念シングル）
- 「恋のハナシをしましょうね」（2015年9月2日、作詞：二葉慶太郎・作曲：水森英夫。山内惠介とのデュエット曲）[53]
- 「フラストレーションラブ」（田原俊彦とのデュエット曲、2015年11月11日「TRUE LOVE 〜約束の歌〜」に収録[54]
- 「水谷千重子ベストアルバム BAKAITTERU」（2016年1月20日。（設定上の）デビュー曲「万博ササニシキ」が「万博ササニシキ2016」として現実世界にて初音源化される）
- 「抱いてフラ・フラ」（2017年、作詞・作曲：二葉慶太郎、春澪とのデュエット曲）
- 「ジョインがお好きでしょ」（2017年11月15日）

#### 水谷千重子としての楽曲
| 曲名                      | 作詞／作曲                                | デュエット |
| ------------------------- | ----------------------------------------- | ---------- |
| 人生かぞえ歌              | 二葉未来／二葉未来                        |            |
| 天使のかわりはいませんか  | 二葉慶太郎／二葉慶太郎                    |            |
| お祭り女                  | 二葉菖仁／二葉菖仁                        |            |
| 倖せの求め方              | 荒木とよひさ／堀内孝雄                    | 堀内孝雄   |
| 都会の天使たち            | 荒木とよひさ／堀内孝雄                    | 堀内孝雄   |
| 曇りのち…                 | 二葉慶太郎／二葉慶太郎                    |            |
| 恋のハナシをしましょうね  | 二葉慶太郎／水森英夫                      | 山内惠介   |
| 縁歌                      | 倉本美津留／水森英夫                      | 山内惠介   |
| 彼女と私の事情            | 相川七瀬・織田哲郎／織田哲郎              | 相川七瀬   |
| 万博ササニシキ2016        | 二葉菖仁／二葉慶太郎                      |            |
| 福井さんちの三旨米        | 二葉慶太郎／二葉慶太郎                    |            |
| 恋する大阪                | 高田ひろお／聖川湧                        | 川中美幸   |
| 明日、キラキラ            | 二葉慶太郎／二葉慶太郎                    |            |
| フラストレーションラブ    | Satomi／Daisuke”DAIS”Miyachi・Yuichi Ohno | 田原俊彦   |
| 抱いてフラ・フラ          | 二葉慶太郎／二葉慶太郎                    |            |
| 千重子のウインク          | 友近・岸谷香／岸谷香                      |            |
| 愛が冷めたわけじゃないの  | 二葉マッキー敬之／二葉マッキー敬之        |            |
| どうせ始まらない          | 秋元康／後藤康二                          | 稲垣潤一   |
| 飛騨の与吉の五平餅        | 倉たけし／水野良樹                        |            |
| 五月雨道中                | 二葉未来／二葉未来                        |            |
| カラフル 〜台湾百色旅情〜 | 二葉慶太郎／二葉慶太郎                    |            |

### DVD
- いつもごひいきにしていただいております（2006年8月30日）
- 緊急特別DVD 追悼ケンドーコバヤシさん（2005年10月26日）
- ビバリーヒルズ晴天白書（2008年1月23日） - キャサリンとして
- 水谷千重子 演歌ひとすじ40周年記念リサイタルツアー（2012年9月19日） - 水谷千重子として
- 水谷千重子キーポンシャイニング歌謡祭2016 in NHKホール（2016年11月23日） - 水谷千重子として
- 友近コント作品集「演って候」PREMIUM BOX 2014-2018（2019年6月26日）

### 著書
- 『ちょっとここらで忘れないうちに』 徳間書店、2024年1月 ISBN 978-4198657406

## 単独ライブ
- 2004年
  - 1月24日 - 「年賀交歓会」（うめだ花月/大阪）※初ソロイベント
  - 3月14日 - 「風来嬢」（うめだ花月/大阪）
  - 6月20日 - 「友近の来客中で〜す。」（うめだ花月/大阪）
- 2005年
  - 3月17日 - 「札幌ポテト」（うめだ花月/大阪）
  - 6月18日 - 「リンゴの通り抜け」（うめだ花月/大阪）
  - 12月3日 - 「寝てる虎を起こすなよ」（うめだ花月/大阪）
- 2006年
  - 8月4日 - 「高いところから失礼をしております」（ワッハホール/大阪）
  - 8月19日 - 「高いところから失礼をしております」（ルミネtheよしもと/東京）
- 2007年
  - 8月14日 - 「夏将軍」（ワッハホール/大阪）
  - 9月8日 - 「残暑夏将軍」（ルミネtheよしもと/東京）
- 2008年
  - 4月13日 - 「友近LIVE」（ルミネtheよしもと/東京）
  - 9月15日 - 「魚肉ポンズ」（なんばグランド花月/大阪）
  - 9月27日 - 「魚肉ポンズ」（ルミネtheよしもと/東京）
- 2009年
  - 11月3日 - 「吉本炎上」（ルミネtheよしもと/東京）
  - 11月7日 - 「吉本炎上」（京橋花月/大阪）
- 2010年
  - 11月3日 - 「友近も濡れる街角〜BICCHONKO〜」（ルミネtheよしもと/東京）
  - 11月12日 - 「友近も濡れる街角〜BICCHONKO〜」（なんばグランド花月/大阪）
- 2011年
  - 11月26日 - 「せっかくやから」（ルミネtheよしもと/東京）
  - 12月9日 - 「せっかくやから」（なんばグランド花月/大阪）
- 2013年
  - 6月14日 - 「友近チャンネル」（なんばグランド花月/大阪）
  - 6月23日 - 「友近チャンネル」（ルミネtheよしもと/東京）
- 2014年
  - 11月2日 - 「友近ハウス」（なんばグランド花月/大阪）
  - 11月10日 - 「友近ハウス」（電力ホール/仙台）
  - 11月24日 - 25日 - 「友近ハウス」（ルミネtheよしもと/東京）
- 2015年
  - 2月6日 - 「友近ハウス」（日本青年館/東京）※追加公演
  - 2月16日 - 「友近ハウス」（国際会議場 メインホール/福岡）※追加公演
  - 3月1日 - 「友近ハウス」（名鉄ホール/名古屋）※追加公演
- 2016年
  - 11月21日 - 友近連続ライブ小説「おそかれはやかれ」（なんばグランド花月/大阪）
  - 12月5日 - 友近連続ライブ小説「おそかれはやかれ」（天王洲銀河劇場/東京）
  - 12月6日 - 友近連続ライブ小説「おそかれはやかれ」（天王洲銀河劇場/東京）※2回公演
- 2017年
  - 1月16日 - 友近連続ライブ小説「おそかれはやかれ」（電力ホール/仙台）
  - 1月30日 - 友近連続ライブ小説「おそかれはやかれ」（JMSアステールプラザ 大ホール/広島）
  - 2月1日 - 友近連続ライブ小説「おそかれはやかれ」（日本特殊陶業市民会館/名古屋）
  - 2月14日 - 友近連続ライブ小説「おそかれはやかれ」（国際会議場 メインホール/福岡）
- 2018年
  - 4月8日 - 「友近ワイド劇場」（有楽町よみうりホール/東京）
  - 4月25日 - 「友近ワイド劇場」（なんばグランド花月/大阪）
  - 4月29日 - 「友近ワイド劇場」（高知市文化プラザかるぽーと/高知）
  - 5月6日 - 「友近ワイド劇場」（日本特殊陶業市民会館/名古屋）
  - 5月20日 - 「友近ワイド劇場」（有楽町よみうりホール/東京）
  - 5月23日 - 「友近ワイド劇場」（福岡国際会議場メインホール/福岡）
  - 5月27日 - 「友近ワイド劇場」（仙台銀行ホール イズミティ21大ホール/仙台）
  - 6月5日 - 「友近ワイド劇場」（広島アステールプラザ大ホール/広島）※追加公演

### 単独以外
- 2019年
  - 11月11日・12日 - 友近・ゆりやんライブ『ブルース・シスターズ〜変な先輩と変な後輩♡〜』（竹芝ニューピアホール/東京）
  - 11月18日・19日 - 友近・ゆりやんライブ『ブルース・シスターズ〜変な先輩と変な後輩♡〜』（森ノ宮ピロティホール/大阪）
  - 11月26日 - 友近・ゆりやんライブ『ブルース・シスターズ〜変な先輩と変な後輩♡〜』（日本特殊陶業市民会館 ビレッジホール.名古屋）
  - 11月29日 - 友近・ゆりやんライブ『ブルース・シスターズ〜変な先輩と変な後輩♡〜』（広島国際会議場 フェニックスホール/広島）
  - 12月9日 - 友近・ゆりやんライブ『ブルース・シスターズ〜変な先輩と変な後輩♡〜』（福岡国際会議場 メインホール/福岡）

## 水谷千重子ライブ
- 2016年
  - 1月20日 - 水谷千重子「キーポンシャイニング歌謡祭」（NHKホール/東京）
  - 5月7日 - 水谷千重子「キーポンシャイニング歌謡祭」（フェスティバルホール/大阪）
  - 5月9日 - 水谷千重子「キーポンシャイニング歌謡祭」（福岡サンパレス/福岡）
  - 5月11日 - 水谷千重子「キーポンシャイニング歌謡祭」（名古屋国際会議場 センチュリーホール/名古屋）
- 2017年
  - 4月16日 - 水谷千重子「キーポンシャイニング歌謡祭2017」（昭和女子大学人見記念講堂/東京）
  - 5月3日 - 水谷千重子「キーポンシャイニング歌謡祭2017」（NHK大阪ホール/大阪）
  - 5月6日 - 水谷千重子「キーポンシャイニング歌謡祭2017」（愛知県芸術劇場 大ホール/名古屋）
  - 5月28日 - 水谷千重子「キーポンシャイニング歌謡祭2017」（福岡市民会館/福岡）
  - 6月7日 - 水谷千重子「キーポンシャイニング歌謡祭2017」（仙台サンプラザホール/仙台）
- 2018年
  - 9月2日 - 水谷千重子「キーポンシャイニング歌謡祭2018」（名古屋国際会議場 センチュリーホール/愛知）
  - 9月9日 - 水谷千重子「キーポンシャイニング歌謡祭2018」（福岡サンパレスホテル&ホール/福岡）
  - 9月14日 - 水谷千重子「キーポンシャイニング歌謡祭2018」（中野サンプラザ/東京）
  - 10月3日 - 水谷千重子「キーポンシャイニング歌謡祭2018」（オリックス劇場/大阪）
  - 10月7日 - 水谷千重子「キーポンシャイニング歌謡祭2018」（仙台サンプラザホール/宮城）
  - 10月16日 - 水谷千重子「キーポンシャイニング歌謡祭2018」（松山市民会館/愛媛）
- 2019年
  - 2月22日〜3月4日 - 水谷千重子50周年記念公演「とんち尼将軍 一休ねえさん」（明治座/東京） ※全16公演
- 2020年
  - 9月20日〜9月27日 - 水谷千重子50周年記念公演「とんち尼将軍 一休ねえさん」（博多座/福岡） ※全15公演[注 6]
- 2021年
  - 6月4日〜6月13日 - 水谷千重子50周年記念公演「神社にラブソングを」(明治座/東京) ※全13公演
  - 6月24日〜7月4日- 水谷千重子 50周年記念公演 in 博多座「神社にラブソングを」 (博多座/福岡)
  - 7月25日 - 水谷千重子ありがとうコンサート2021 (城陽/京都)
  - 8月29日 - 水谷千重子ありがとうコンサート2021(益田/島根)
- 2022年
  - 5月15日 - 水谷千重子ありがとうコンサート2022 in 尾鷲（尾鷲文化振興会/三重県）
  - 10月7日 - 水谷千重子ありがとうコンサート（名古屋市公会堂大ホール/愛知）

- 2023年
  - 4月8日 - 「漫才大行進」第2部「特別企画『トキメキ歌謡ショー』（浅草東洋館/東京）
  - 6月4日〜6月18日 - 水谷千重子50周年記念公演「大江戸混戦物語 ニンジャーゾーン」（明治座創業150周年記念/東京）
  - 7月27日〜8月6日 - 水谷千重子50周年記念公演「大江戸混戦物語 ニンジャーゾーン」 （博多座/福岡）